# Cunegunda de Bohemia
Cunegunda de Bohemia (enero de 1265-27 de noviembre de 1321) fue la hija mayor de Otakar II de Bohemia y su segunda esposa, Cunegunda de Halych. Era miembro de la dinastía Premislida. Fue princesa de Mazovia por su matrimonio con Boleslao II de Mazovia y más tarde se convirtió en abadesa del Convento de San Jorge en el Castillo de Praga.

## Familia
Cunegunda fue la segunda de cuatro hijos nacidos del segundo matrimonio de su padre. Otakar estuvo casado con Margarita de Austria, reina de Bohemia, pero no hubo hijos de este matrimonio.

## Vida
Cunegunda estuvo prometida a Hartmann de Alemania en 1277, uno de los hijos de Rodolfo I de Habsburgo y su primera esposa Gertrudis de Hohenberg. El matrimonio tenía por objeto crear la paz entre Alemania y Bohemia. Sin embargo, el compromiso se terminó al año. A pesar de esto, el hermano de Cunegunda, Wenceslao, se casó con la hermana de Hartmann, Judith de Habsburgo en 1285. La hermana de Cunegunda, Inés, fue la siguiente y se casó con Rodolfo II, duque de Austria, hermano de Hartmann.
Sin otras propuestas de matrimonio, Cunegunda tomó el velo en la Orden de las hermanas pobres en Praga, donde permaneció unos años hasta que su hermano el rey Wenceslao le ordenó casarse con Boleslao II de Mazovia.

### Matrimonio
Tras la muerte de Leszek II el Negro en Polonia, Wenceslao reclamó el trono, acto controvertido que causó la guerra civil. Muchos de los nobles polacos y ciudadanos querían que Ladislao I de Polonia fuese el rey de Polonia. Wenceslao necesitaba ayuda para mantener Polonia, así que decidió casarse con Cunegunda quitándosela a Boleslao, lo que crearía una firme alianza con un poderoso noble polaco.
Cunegunda se casó con Boleslao en 1291 en segundas nupcias; la primera esposa fue Sofía de Lituania que había muerto en 1288. De su primer matrimonio, Boleslao tuvo tres hijos: Bolesłao, Siemowit II y Ana. El matrimonio había dejado a Wenceslao en una posición más cómoda. Durante el asedio de Ladislao a Sieradz, Wenceslao y Boleslao lucharon juntos contra él. Boleslao y Cunegunda tuvieron dos hijos:
1. Wenceslao de Płock (ca. 1293-1336), se convirtió en Duque de Plock
2. Eufrósine (ca. 1292-26 de diciembre de 1328/29) se casó con Ladislao de Oświęcim y tuvieron hijos.

A pesar de ser cuñados, la alianza entre Wenceslao y Boleslao no duró. El hermano de Boleslao, Konrad, murió sin haber tenido hijos, dejó algunas de sus tierras a su hermano menor, pero el resto fue al rey Wenceslao, para gran disgusto de Boleslao. En represalia, Boleslao retiró su apoyo al gobierno de Wenceslao en Polonia y envió a Cunegunda de vuelta a Praga. La pareja se divorció en 1302.

### Vida adulta

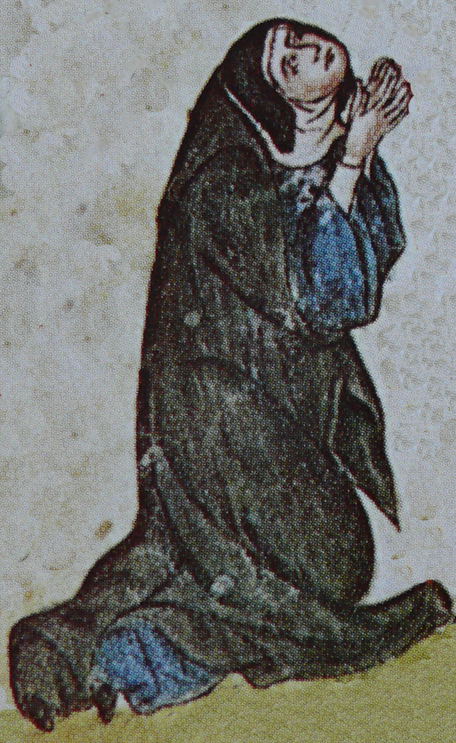
Cunegunda como monja.

Cuando Cunegunda regresó a Praga, regresó a su vida religiosa. Ingresó en el Monasterio de San Jorge, y más tarde llegó a ser su abadesa. Durante este período, Cunegunda encargó un lujoso manuscrito ilustrado, que hoy se conoce como el Pasionario de Cunegunda.
Wenceslao murió en 1305 y su hijo, Wenceslao III de Bohemia se convirtió en rey de Bohemia y Polonia. Wenceslao II se casó con Isabel Riquilda de Polonia después de la muerte de Judith de Habsburgo, para crear una alianza con algunos nobles polacos, poniendo remedo a la pérdida del apoyo de Boleslao. Mientras estaba de campaña en Polonia, Wenceslao III, con sólo dieciséis años, fue asesinado. Vladislao I de Polonia fue coronado Rey de Polonia en 1320.
Cunegunda acogió a su sobrina, huérfana de Isabel I de Bohemia, que se fue a vivir con ella al monasterio de San Jorge. Cunegunda fue de gran influencia en la vida de Isabel, aunque la princesa se mudó del Monasterio para vivir con su hermana mayor, Ana de Bohemia, Isabel Richeza y la viuda de Wenceslao III, Viola Isabel de Cieszyn.
El 20 de abril de 1313, Boleslao murió y dividió su propiedad entre sus tres hijos. El hijo de Cunegunda, Wenceslao, recibió el condado de Plock.
Isabel de Bohemia se casó con Juan de Luxemburgo y se convirtió en Reina de Bohemia.
Cunegunda murió el 27 de noviembre de 1321 a la edad de cincuenta y seis años, dejando dos hijos.
A pesar de los problemas con Polonia durante su vida, la bisnieta de Cunegunda, Jadwiga, se casó con Casimiro III de Polonia.

## Ancestros
|  |                                                              |  |  |  |  |  |  |  |  |  |  |  |  |  |  |  |
|  | 16. Ladislao II de Bohemia                                   |  |  |  |  |  |  |  |  |  |  |  |  |  |  |  |
|  |                                                              |  |  |  |  |  |  |  |  |  |  |  |  |  |  |  |
|  |                                                              |  |  |  |  |  |  |  |  |  |  |  |  |  |  |  |
|  | 8. Otakar I de Bohemia                                       |  |  |  |  |  |  |  |  |  |  |  |  |  |  |  |
|  |                                                              |  |  |  |  |  |  |  |  |  |  |  |  |  |  |  |
|  |                                                              |  |  |  |  |  |  |  |  |  |  |  |  |  |  |  |
|  | 17. Judith de Turingia                                       |  |  |  |  |  |  |  |  |  |  |  |  |  |  |  |
|  |                                                              |  |  |  |  |  |  |  |  |  |  |  |  |  |  |  |
|  |                                                              |  |  |  |  |  |  |  |  |  |  |  |  |  |  |  |
|  | 4. Wenceslao I de Bohemia                                    |  |  |  |  |  |  |  |  |  |  |  |  |  |  |  |
|  |                                                              |  |  |  |  |  |  |  |  |  |  |  |  |  |  |  |
|  |                                                              |  |  |  |  |  |  |  |  |  |  |  |  |  |  |  |
|  | 18. Béla III de Hungría                                      |  |  |  |  |  |  |  |  |  |  |  |  |  |  |  |
|  |                                                              |  |  |  |  |  |  |  |  |  |  |  |  |  |  |  |
|  |                                                              |  |  |  |  |  |  |  |  |  |  |  |  |  |  |  |
|  | 9. Constancia de Hungría                                     |  |  |  |  |  |  |  |  |  |  |  |  |  |  |  |
|  |                                                              |  |  |  |  |  |  |  |  |  |  |  |  |  |  |  |
|  |                                                              |  |  |  |  |  |  |  |  |  |  |  |  |  |  |  |
|  | 19. Inés de Châtillon                                        |  |  |  |  |  |  |  |  |  |  |  |  |  |  |  |
|  |                                                              |  |  |  |  |  |  |  |  |  |  |  |  |  |  |  |
|  |                                                              |  |  |  |  |  |  |  |  |  |  |  |  |  |  |  |
|  | 2. Otakar II de Bohemia                                      |  |  |  |  |  |  |  |  |  |  |  |  |  |  |  |
|  |                                                              |  |  |  |  |  |  |  |  |  |  |  |  |  |  |  |
|  |                                                              |  |  |  |  |  |  |  |  |  |  |  |  |  |  |  |
|  | 20. Federico I, Emperador del Sacro Imperio Romano Germánico |  |  |  |  |  |  |  |  |  |  |  |  |  |  |  |
|  |                                                              |  |  |  |  |  |  |  |  |  |  |  |  |  |  |  |
|  |                                                              |  |  |  |  |  |  |  |  |  |  |  |  |  |  |  |
|  | 10. Felipe de Suabia                                         |  |  |  |  |  |  |  |  |  |  |  |  |  |  |  |
|  |                                                              |  |  |  |  |  |  |  |  |  |  |  |  |  |  |  |
|  |                                                              |  |  |  |  |  |  |  |  |  |  |  |  |  |  |  |
|  | 21. Beatriz de Borgoña                                       |  |  |  |  |  |  |  |  |  |  |  |  |  |  |  |
|  |                                                              |  |  |  |  |  |  |  |  |  |  |  |  |  |  |  |
|  |                                                              |  |  |  |  |  |  |  |  |  |  |  |  |  |  |  |
|  | 5. Cunegunda de Suabia                                       |  |  |  |  |  |  |  |  |  |  |  |  |  |  |  |
|  |                                                              |  |  |  |  |  |  |  |  |  |  |  |  |  |  |  |
|  |                                                              |  |  |  |  |  |  |  |  |  |  |  |  |  |  |  |
|  | 22. Isaac II Angelos                                         |  |  |  |  |  |  |  |  |  |  |  |  |  |  |  |
|  |                                                              |  |  |  |  |  |  |  |  |  |  |  |  |  |  |  |
|  |                                                              |  |  |  |  |  |  |  |  |  |  |  |  |  |  |  |
|  | 11. Irene Ángelo                                             |  |  |  |  |  |  |  |  |  |  |  |  |  |  |  |
|  |                                                              |  |  |  |  |  |  |  |  |  |  |  |  |  |  |  |
|  |                                                              |  |  |  |  |  |  |  |  |  |  |  |  |  |  |  |
|  | 23. Desconocida Palaiologina?, después Irene                 |  |  |  |  |  |  |  |  |  |  |  |  |  |  |  |
|  |                                                              |  |  |  |  |  |  |  |  |  |  |  |  |  |  |  |
|  |                                                              |  |  |  |  |  |  |  |  |  |  |  |  |  |  |  |
|  | 1. Cunegunda de Bohemia                                      |  |  |  |  |  |  |  |  |  |  |  |  |  |  |  |
|  |                                                              |  |  |  |  |  |  |  |  |  |  |  |  |  |  |  |
|  |                                                              |  |  |  |  |  |  |  |  |  |  |  |  |  |  |  |
|  | 24. Vsévolod IV de Kiev                                      |  |  |  |  |  |  |  |  |  |  |  |  |  |  |  |
|  |                                                              |  |  |  |  |  |  |  |  |  |  |  |  |  |  |  |
|  |                                                              |  |  |  |  |  |  |  |  |  |  |  |  |  |  |  |
|  | 12. Miguel de Chernígov                                      |  |  |  |  |  |  |  |  |  |  |  |  |  |  |  |
|  |                                                              |  |  |  |  |  |  |  |  |  |  |  |  |  |  |  |
|  |                                                              |  |  |  |  |  |  |  |  |  |  |  |  |  |  |  |
|  | 25. Anastasia de Poland                                      |  |  |  |  |  |  |  |  |  |  |  |  |  |  |  |
|  |                                                              |  |  |  |  |  |  |  |  |  |  |  |  |  |  |  |
|  |                                                              |  |  |  |  |  |  |  |  |  |  |  |  |  |  |  |
|  | 6. Rostislav de Mijaílovich                                  |  |  |  |  |  |  |  |  |  |  |  |  |  |  |  |
|  |                                                              |  |  |  |  |  |  |  |  |  |  |  |  |  |  |  |
|  |                                                              |  |  |  |  |  |  |  |  |  |  |  |  |  |  |  |
|  | 26. Roman the Great, Grand Prince de Kiev                    |  |  |  |  |  |  |  |  |  |  |  |  |  |  |  |
|  |                                                              |  |  |  |  |  |  |  |  |  |  |  |  |  |  |  |
|  |                                                              |  |  |  |  |  |  |  |  |  |  |  |  |  |  |  |
|  | 13. María de Halych                                          |  |  |  |  |  |  |  |  |  |  |  |  |  |  |  |
|  |                                                              |  |  |  |  |  |  |  |  |  |  |  |  |  |  |  |
|  |                                                              |  |  |  |  |  |  |  |  |  |  |  |  |  |  |  |
|  | 27. Predslava Ryurikovna                                     |  |  |  |  |  |  |  |  |  |  |  |  |  |  |  |
|  |                                                              |  |  |  |  |  |  |  |  |  |  |  |  |  |  |  |
|  |                                                              |  |  |  |  |  |  |  |  |  |  |  |  |  |  |  |
|  | 3. Cunegunda de Halych                                       |  |  |  |  |  |  |  |  |  |  |  |  |  |  |  |
|  |                                                              |  |  |  |  |  |  |  |  |  |  |  |  |  |  |  |
|  |                                                              |  |  |  |  |  |  |  |  |  |  |  |  |  |  |  |
|  | 28. Andronikos Dukas Angelos                                 |  |  |  |  |  |  |  |  |  |  |  |  |  |  |  |
|  |                                                              |  |  |  |  |  |  |  |  |  |  |  |  |  |  |  |
|  |                                                              |  |  |  |  |  |  |  |  |  |  |  |  |  |  |  |
|  | 14. Béla IV de Hungría                                       |  |  |  |  |  |  |  |  |  |  |  |  |  |  |  |
|  |                                                              |  |  |  |  |  |  |  |  |  |  |  |  |  |  |  |
|  |                                                              |  |  |  |  |  |  |  |  |  |  |  |  |  |  |  |
|  | 29. Euphrosyne Kastamonitissa                                |  |  |  |  |  |  |  |  |  |  |  |  |  |  |  |
|  |                                                              |  |  |  |  |  |  |  |  |  |  |  |  |  |  |  |
|  |                                                              |  |  |  |  |  |  |  |  |  |  |  |  |  |  |  |
|  | 7. Ana de Hungría                                            |  |  |  |  |  |  |  |  |  |  |  |  |  |  |  |
|  |                                                              |  |  |  |  |  |  |  |  |  |  |  |  |  |  |  |
|  |                                                              |  |  |  |  |  |  |  |  |  |  |  |  |  |  |  |
|  | 30. Teodoro I Láscaris                                       |  |  |  |  |  |  |  |  |  |  |  |  |  |  |  |
|  |                                                              |  |  |  |  |  |  |  |  |  |  |  |  |  |  |  |
|  |                                                              |  |  |  |  |  |  |  |  |  |  |  |  |  |  |  |
|  | 15. María Láscarina                                          |  |  |  |  |  |  |  |  |  |  |  |  |  |  |  |
|  |                                                              |  |  |  |  |  |  |  |  |  |  |  |  |  |  |  |
|  |                                                              |  |  |  |  |  |  |  |  |  |  |  |  |  |  |  |
|  | 31. Anna Komnene Angelina                                    |  |  |  |  |  |  |  |  |  |  |  |  |  |  |  |
|  |                                                              |  |  |  |  |  |  |  |  |  |  |  |  |  |  |  |
|  |                                                              |  |  |  |  |  |  |  |  |  |  |  |  |  |  |  |